# Christian Gottlob Wilke
Christian Gottlob Wilke (Zeitz, 1786. május 13. – Würzburg, 1854. november 10.) német teológus.

## Életpályája
Wilke keresztelési bejegyzése a lindenhayni templom anyakönyvében található; apja katekéta, lelkipáaztori munkatárs, oktató volt, később mint ilyen dolgozott a Pegau melletti Werbenben[3][4][5][6].
Wilke protestánsnak keresztelkedett és tanult, a Zeitz-i gimnáziumba járt, majd filozófiát és teológiát tanult Lipcsében. 1814-ben a szászországi Landwehrben lett mezei prédikátor, később pedig az érchegységi Hermannsdorfban lelkész. 1838-ban Drezdában telepedett le, ahol még ugyanebben az évben megjelent Der Urevangelist oder die exegetisch kritische Untersuchung über die Verwandtschaftsverhältniß der drei ersten Evangelien című műve. Ebben a művében azt állította, hogy Márk evangélista volt az "eredeti evangélista", aki Máté és Lukács evangéliumának forrása volt (Wilke-hipotézis, szinoptikus probléma). Ugyanebben az időszakban  Wilkétől függetlenül Christian Hermann Weisse filozófus is ugyanerre a következtetésre jutott. Wilke 1838-tól kezdve Drezdában többek között az Újszövetség szótárán dolgozott.
1846-ban Wilke feleségével együtt áttért a katolikus hitre[7]. Freiburgban doktorált. Würzburgban[8] két fő művét: (Clavis Novi Testamenti philologica és Lexikon)  dolgozta át katolikus szempontból.

## Főbb munkái
- Der Urevangelist, oder exegetisch-kritische Untersuchung über das Verwandtschaftsverhältnis der drei ersten Evangelien. Drezda/Leipzig (1838)
- Die neutestamentliche Rhetorik : ein Seitenstück zur Grammatik des neutestamentlichen Sprachidioms. Arnold, Drezda (1843).
- A kérdés: Megtérhet-e egy protestáns keresztény tiszta lelkiismerettel a római katolikus egyházba? : Egy protestáns teológus őszinte és lelkiismeretes válasza. * * [d. i. Christian Gottlob Wilke]. Manz, Regensburg 1845.
- Anleitung die Schriften des neuen Testaments auslegen und zu erklären stb. Drezda/Leipzig 1845.
- Clavis Novi Testamenti philologica : usibus scholarum et iuvenum theologiae studiosorum accommodata. Drezda 1841 (Arnold), 2 kötet, 1. kötet: XXII, 662 p., 2. kötet: 651 p.; 2. kiadás 1850, az Internet Archive-ban.
- Biblische Hermeneutik : nach kath. Grundsätzen in streng systemat. és figyelembe véve a legújabban elfogadott hermeneutikai tankönyveket. Tankönyvek, különösen a Lib. I. II. ; De interpretatione scriptur sacr. des Francisc. Xaver. Patritius, ed. Romae 1844. Würzburg: Stahel, 1853.
- Lexicon graeco-latinum in libros Novi Testamenti : usibus scholarum et iuvenum s. theologiae catholicae studiosorum accommodatum. Manz, Regensburg 1858, szerkesztette Valentin Loch, VIII, 858 p., a Bayerische StaatsBibliothek digitalban.

## Weblinkek
http://www.richardwolf.de/latein/wilke.htm[10]
Wilkéről Kreyssig Album der evangelisch-lutherischen Geistlichen.... című művében. Részlet a Google Booksnál